# Usteria guineensis
Usteria guineensis is een plantensoort uit de familie Loganiaceae. Het is een klimstruik met stengels die meestal een lengte bereiken tot 3 meter, sommige kunnen tot 12 meter lang worden.
De soort komt voor in de westelijke helft van tropisch Afrika, van Senegal tot in Angola. Hij groeit daar in secundaire bossen en gebieden met struikgewas en verder op open plaatsen in regenwouden en in boomsavannes, op hoogtes van zeeniveau tot 1200 meter.
De plant wordt in het wild geoogst voor lokaal gebruik als medicijn en verder als bindmateriaal. De plant wordt voor deze doeleinden op lokale markten verkocht. In Liberia gebruiken de Dan de bladeren als ingrediënt om pijlgif van te maken. In Benin worden de vruchten voor datzelfde doel gebruikt. 
Van de vruchten of wortels wordt een afkooksel gemaakt die aangewend wordt om hoest en verkoudheid te behandelen. In Sierra Leone wrijven de Mende de wortels op het voorhoofd, de nek en de gewrichten om malaria te behandelen. In Togo wordt een wortelafkooksel genomen om gonorroe te behandelen. Sap van warmgemaakte stengels wordt gebruikt als oordruppels om oorpijn te behandelen. In Senegal wordt een afkooksel van takjes gebruikt als bad om koorts bij kinderen te behandelen. Van de stengels worden touwen gemaakt voor bijenkorven.